# Bajša
Bajša (v srbské cyrilici Бајша, maďarsky Bajsa) je vesnice v severní části Srbska, v autonomní provincii Vojvodina. Z administrativního hlediska je součástí opštiny Bačka Topola.
Dle sčítání lidu z roku 2002 v obci žilo 2658 obyvatel, většina z nich byla maďarské národnosti. Zastoupena je rovněž i slovenská menšina, jejíž podíl je zhruba šestiprocentní. Bajša se potýká, stejně jako řada dalších podobných obcí v regionu, s poklesem počtu obyvatel.
Obcí prochází silnice č. 108 z Bačky Topoly do města Kula. Protéká tudy říčka Krivaja. V obci stojí pravoslavný (sv. Dimitrije) a katolický kostel.